# Sopot Open 2006
Il Sopot Open 2006 è stato un torneo di tennis giocato sulla terra rossa. È stata la 9ª edizione del Sopot Open che fa parte della categoria International Series nell'ambito dell'ATP Tour 2006.
Si è giocato a Sopot in Polonia, dal 31 luglio al 6 agosto 2006.

## Campioni

### Singolare
Nikolaj Davydenko ha battuto in finale  Florian Mayer con il punteggio di 7–6(5), 5–7, 6–4

### Doppio
František Čermák  /  Leoš Friedl hanno battuto in finale  Martín García  /   Sebastián Prieto con il punteggio di 6–3, 7–5